# Eduardo Lonardi

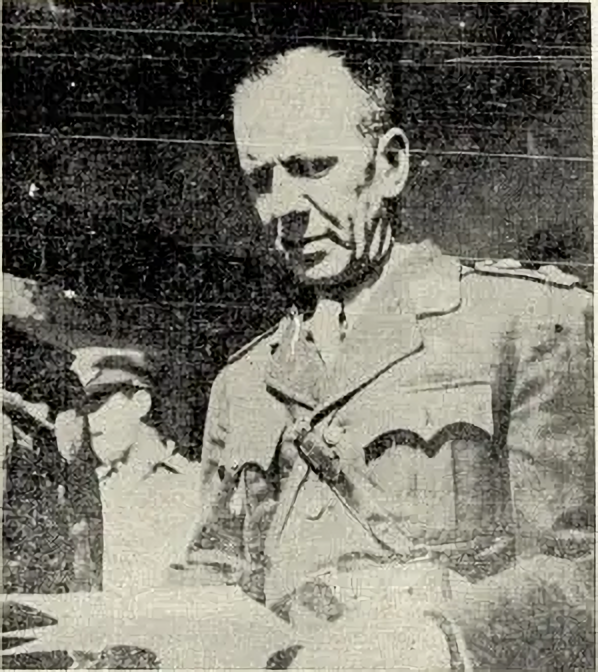
Eduardo Lonardi, antes de asumir la presidencia de facto de la República Argentina, leyendo ante la radio, en Córdoba, la proclama que explica los propósitos del golpe.

Eduardo Ernesto Lonardi (Buenos Aires, 15 de septiembre de 1896-Buenos Aires, 22 de marzo de 1956) fue un dictador y militar argentino, teniente general del Ejército, de tendencia nacionalista católica y contraria a la proscripción del peronismo, que ejerció brevemente de facto como presidente provisional de la Nación entre el 23 de septiembre y el 13 de noviembre de 1955 (51 días) durante la Revolución Libertadora iniciada tras el golpe de Estado. El día de su designación, pronunció su célebre frase de «ni vencedores ni vencidos». Fue desplazado del poder prematuramente por el sector antiperonista de las Fuerzas Armadas, que encumbraron a Pedro Eugenio Aramburu como presidente de facto.

## Biografía

### Carrera militar
Hijo de Eduardo Policarpo Lonardi y Blanca Delia Doucet, Eduardo Ernesto pasó gran parte de su vida en la ciudad de Córdoba donde estableció fuertes vínculos con sectores altos de la sociedad local al contraer nupcias el 12 de diciembre de 1924 con Mercedes Villada Achával (1903-1988), hija de Clemente Segundo Villada Carranza y Mercedes Achával Ávila. Allí se desempeña como Director de la Escuela de Artillería que años más tarde utilizaría como foco del Golpe de Estado en Argentina de Septiembre de 1955.
Nombrado agregado militar, ha sido attaché militar en la embajada de Argentina en Santiago. En 1938, en Chile se vio envuelto en un caso de espionaje que lo llevó inclusive a estar detenido en aquel país.Las que más interesaron al agregado militar fueron el empresario germano August Siebrecht, presidente del Club Alemán, Siebrecht le proporcionaba un canal con los círculos nacionalsocialistas. El capitán Gerardo Ilabaca revistaba en el Estado Mayor del ejército chileno, y tenía acceso a los planes de defensa de su país, previstos para el caso de una guerra con Argentina. El 2 de abril de 1938, el capitán llegó a las oficinas del pasaje Matte, donde esperaban Lonardi y su amante Ana María Cormack.
Ilabaca entregó los documentos y reclamó el dinero acordado. Cuando Cormack salía a buscar el dinero a cambio de la información, la policía de Investigaciones ingresó a la oficina, allanó el departamento y detuvo a los espías. Los diarios chilenos del día siguiente informaban que en el lugar se había encontrado un maletín lleno de dinero. Lonardi y su esposa fueron llevados a la penitenciaría de Santiago, y fue discretamente puesto en la frontera y deportado del país por orden directa del presidente Alessandri Palma. Cuando se conocieron los hechos, el embajador Quintana y la cancillería prometieron que Lonardi sería castigado; consequentemente a Lonardi lo detuvieron en Santiago de Chile el 2 de abril de aquel año. Lonardi fue expulsado de Chile. Al llegar a Buenos Aires, quedó arrestado y casi pierde la carrera. Al llegar a Buenos Aires, el oficial Lonardi fue detenido y permaneció durante 15 días bajo arresto en el Hotel Savoy, a la espera de que se le formara un consejo de guerra. Mercedes Villada Achával esposa de Lonardi, miembro de una aristocrática familia de Córdoba, vinculada con obispos y militares, movilizó todas sus influencias para evitarle el procesamiento. Lo salvó de la destitución y de la baja deshonrosa gracias a un generoso donativo.
Participó en el golpe de 1943 y en el intento de golpe contra Juan Domingo Perón de 1951, siendo pasado a retiro. En 1951 al intento de deponer a Perón, tras lo cual fue pasado a retiro ostentando el rango de General de División.

### Dictadura
Lonardi encabezó el foco golpista en Córdoba el 16 de septiembre de 1955 autodenominado "Revolución Libertadora" Lonardi emitió un bando con el nombre de «Decreto N.º 1» por el que se autodenominó «presidente provisional de la Nación», se solicitó el reconocimiento de los otros países y estableció la sede provisoria del gobierno en la Ciudad de Córdoba. El otro foco, formado por la Flota Naval al mando del almirante Isaac Rojas desde Puerto Belgrano, cañoneó los depósitos de combustible en Mar del Plata el 19 de septiembre y amenazó con bombardear la destilería de La Plata si Perón no se rendía, la 5.ª División de Ejército con asiento en Salta, que detuvo su avance hacia Córdoba.
El 21 de septiembre las fuerzas armadas recibieron desde Córdoba, la orden de eliminar varios focos de resistencia al golpe en el corazón de la city porteña y avanzaron sobre él con cañones y dos tanques Sherman, enviando un emisario para que se rindieran. Los cañones y los tanques dispararon y unos cincuenta hombres, encabezados por Guillermo Patricio Kelly, se rindieron. Los que quedaron dentro murieron bajo los escombros del edificio de tres pisos, destruido a cañonazos, con un número de muertos que algunos elevan a más de 400.
Lonardi ordena en el marco del golpe de Estado el bombardeo de Río Colorado con aviones desde Neuquén; las bombas de la Marina tenían por objetivo destruir el puente ferroviario sobre el río para cortarles el paso. Hacia las 19:00 del sábado 17 de septiembre, sobrevoló el primer avión, que luego descargó la primera bomba sobre la costa del río, en cercanías del puente ferroviario. La tensión fue en aumento porque el domingo 18, a la mañana temprano, llegó a Río Colorado el primer tren con tropas leales al gobierno constitucional, que se dispersaron por el pueblo alertando a la población civil, para que abandonase sus hogares. Ese fue el comienzo del éxodo de los aproximadamente 4000 habitantes de Río Colorado hacia las chacras de las colonias Reig, Juliá y Echarren, buscando protección en las casas de amigos y parientes.
Aunque había constituido el gobierno provisional en Córdoba el 20 de septiembre, juró  el 23 de septiembre de 1955, acompañado por Julio Lagos e Isaac Rojas, y brindó un discurso inaugural donde pronunció las famosas palabras:

Ni vencedores ni vencidos.

Esta consigna esgrimida por Justo José de Urquiza después de la batalla de Caseros en 1852 ya había sido pronunciada por los revolucionarios de Córdoba.
Al acabar este golpe, las FF. AA. revolucionarias se hallaban sensiblemente divididas y no tardaron en manifestarlo. El sector católico nacionalista encabezado por Lonardi sostuvo cierta tolerancia hacia el peronismo, y el sector "gorila" pronto se lo hizo pagar: el 13 de noviembre de 1955 fue desplazado en un golpe palaciego y sustituido por el general Pedro Eugenio Aramburu.
Durante su dictadura fue clausurado el Congreso Nacional, depuso a los miembros de la Corte Suprema y todas las autoridades electas tanto provinciales, municipales y universitarias y puesto en comisión a todo el Poder Judicial.Además de los ataques a medios y periodistas asesinados por los comandos civiles durante su gobierno se tomaron diversas medidas que restringieron la libertad de prensa entre ellas la intervención total de todos los periódicos y revistas del país, la transferencia compulsiva de la propiedad de los mismos a empresarios cercanos a Lonardi o afines al antiperonismo.
Por decreto 415 del 6 de octubre de 1955 se dispuso el cese de todos los miembros de la Corte Suprema de Justicia de la Nación. Paralelamente removió al procurador vía decreto y del mismo modo fue nombrado procurador general por Decreto n.º 415 del 6 de octubre de 1955 a Sebastián Soler cuyo antiperonismo se puso de manifiesto en varios dictámenes. Se produjo la suspensión del Estado de derecho, de las actividades políticas, partidarias y gremiales y el cese de todos los mandatos electivos. En las provincias los gobiernos fueron intervenidos y de modo similar se procedió con los municipios. La CGT fue intervenida y robaron de su sede el cadáver de Eva Duarte. Emite el Decreto 1339 del 30 de septiembre de 1955 a la semana de tomar el poder, en el cual se decreta la intervención de la Universidad de Buenos Aires y el resto de las universidades nacionales. Deroga las leyes 13031 y 14297, y confiere al Interventor en la Universidad de Buenos Aires, y a los Delegados Interventores, las facultades del Rector, Decano y respectivos Consejos que quedan suprimidos. El 7 de octubre de 1955, se dicta el Decreto 47812, consecuencia del anterior, por el cual se pone “en comisión” a todo el Claustro de Profesores de la Universidad.
Lonardi inició medidas tendentes a lograr la "reconciliación nacional", pero fue obligado a renunciar por los sectores más duros del Ejército y la Armada.
Lonardi mantuvo ciertos cambios políticos y sociales que se habían gestado durante el gobierno constitucional de Juan Domingo Perón. Designó en los cargos principales a amigos y compañeros de conspiración antiperonistas. A pocos días de asumir Clemente Villada Achával su cuñado, ganaba terreno en el gobierno. Su designación como “secretario de asesoramiento” de la Presidencia -con rango de ministro- había indignado a varios jerarcas de la cúpula militar. En medio de enormes presiones internas y divisiones al interior de la cúpula que había tomado el poder, Lonardi el día 10 de noviembre se vio obligado despedir al secretario de Prensa y Propaganda.
Su gabinete fue considerado ultracatólico. Cuando Lonardi llegó desde Córdoba el cardenal Santiago Luis Copello lo aguardó muy ufano en la Casa Rosada, lo abrazó. El predominio clerical en el nuevo gabinete era ostensible: su secretario de Prensa fue Juan Carlos Goyeneche, ferviente antiperonista y fuerte simpatizante del nazismo y del fascismo, llegó a reunirse con varias figuras de importancia de la Alemania nazi y de la Italia fascista. Como ministros de Ejército, de Relaciones Exteriores y de Educación asumieron el general Justo León Bengoa, el colaborador del cardenal Antonio Caggiano, Mario Amadeo, y el fundador de los Cursos de Cultura Católica Atilio Dell’Oro Maini; asesores de la presidencia con rango de ministros fueron designados el mayor Juan Francisco Guevara, uno de los organizadores del golpe de 1955 y el responsable de su santo y seña Dios es Justo, y el cuñado de Lonardi, Clemente Villada Achával; como subsecretario de Prensa y Difusión al joven Ricardo Curutchet Oromí, discípulo del sacerdote argentino de origen francés Julio Meinvielle.

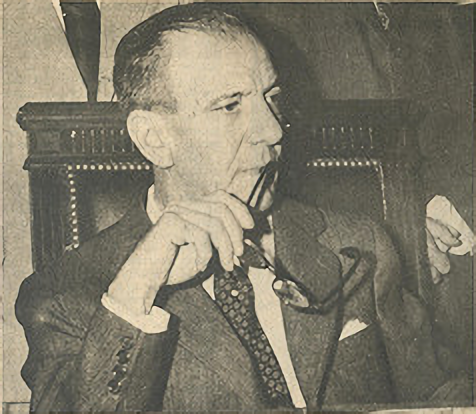
Lonardi en foto publicada por la revista "Todo".

El 30 de septiembre, el embajador de Francia escribió a su gobierno que ese núcleo duro estaba formado por «hombres de espíritu retrógrado, nostálgicos de un pasado que algunos remontan hasta la época colonial, partidarios de soluciones de fuerza o, cuanto menos, de autoridad. Están impregnados de concepciones muy próximas a las de un Charles Maurras en Francia y, durante la última guerra, la mayoría de ellos simpatizaron más con las potencias fascistas que con los aliados. Algunos no ocultaron en esa época su admiración por la Alemania nazi».
Las posiciones ideológicas de su gabinete  oscilaban en dos extremos: había ministros que adherían a las tradiciones liberal de Argentina, y que se habían opuesto al peronismo desde el primer día y que ahora en el poder, pretendían desmantelar todo el aparato político del peronismo, disminuir el poder de la CGT. Sus principales referentes eran el ministro del Interior y Justicia Eduardo Busso, el titular del Ministerio de Marina Teodoro Hartung y hasta el mismo vicepresidente Isaac Rojas.
El 1 de noviembre la Marina ocupó el Ministerio de Trabajo con el fin de desencadenar la represión de los sindicalistas peronistas. Cerruti Costa resiste la presión y logra, un nuevo pacto con la CGT. 
Con el objetivo de "desperonizar" el país los sindicatos fueron ocupados por la fuerza, sus bienes confiscadosby entregado a sectores antiperonistas. Por esa razón grupos de choque antiperonistas, conocidos como "comandos civiles" ocuparon gran cantidad de sindicatos, que luego fueron intervenidos por los militares o entregados a grupos no antiperonistas.El 26 de agosto de 1957 se realizó el Congreso Normalizador de la CGT, cuando aún se encontraban gobernando los militares. Pero el Congreso fracasaría debido a que las agrupaciones peronistas habían ganado la casi totalidad cantidad de los sindicatos, por lo que las elecciones fueron anuladas por Costa.Desde este puesto acompañó la política de represión a los trabajadores y los militantes peronistas. No se distanció del gobierno de facto cuando este aplicó la tortura a militantes gremiales y políticos de base que eran detenidos. El alcance de la represión se pudo apreciar en toda su dimensión cuando Aramburu firmó un decreto por el cual se rehabilitaba a 92.000 trabajadores vetados por el régimen de Lonardi, quedaban excluidos de esta medida quienes hubiesen ocupado algún cargo en la CGT o sindicatos entre 1952 y 1955, se estimaba que las inhabilitaciones quedaban en la cifra de 50.000, sin embargo días después el Ministerio de Trabajo señalaba que los inhabilitados llegaba a los 135.591 ciudadanos  Un conjunto con los grupos de choque denominados Comandos Civiles ligados a la Marina habían ocupado por la fuerza una cantidad considerable de locales sindicales. Entre ellos se encontraban los locales de la Asociación Bancaria, la Federación Gráfica, La Confederación de Empleados de Comercio, la Fraternidad, el SUPE, la Unión Ferroviaria, entre otros, provistos con armas de la Marina.
En el otro extremo había ministros nacionalistas católicos que consideraban a los partidos liberales argentinos como traidores a los valores nacionales. Que en sus orígenes habían simpatizado con las políticas de Juan D. Perón adoptadas en su primer mandato. Los principales referentes de este extremo eran cuatro ministros: el general de Brigada Juan José Uranga —ministro de Transportes—; el general de Brigada Justo León Bengoa —ministro de Ejército—; Luis B. Cerruti Costa —ministro de Trabajo y Bienestar Social— y el canciller Mario Amadeo.
Teniendo a los militares y ministros, tanto los liberales como a los nacionalistas católicos, maniobrando para agrandar cada vez más su esfera de influencia dentro del gobierno y acusándose mutuamente de conspiración, una explosión y quiebre dentro del gobierno de facto de Lonardi era sólo cuestión de semanas. Lonardi volvió a eximir de impuestos, tasas y contribuciones a templos, conventos, colegios e instituciones religiosas.
Por primera vez desde su organización, la Corte Suprema  era renovada sin el procedimiento constitucional, desaparecía el respeto por los pasos constitucionales y los gobiernos militares o civiles que se sucederían apelarían a toda clase de violación de tales normas para cambiar los jueces de la Corte e incluso los de instancias inferiores. De esta manera, la independencia y la inamovilidad de los jueces desapareció. Siendo designados vía decreto Alfredo Orgaz, Manuel Argañarás, Enrique Valentín Galli, Carlos Herrera y Jorge Vera Vallejo.

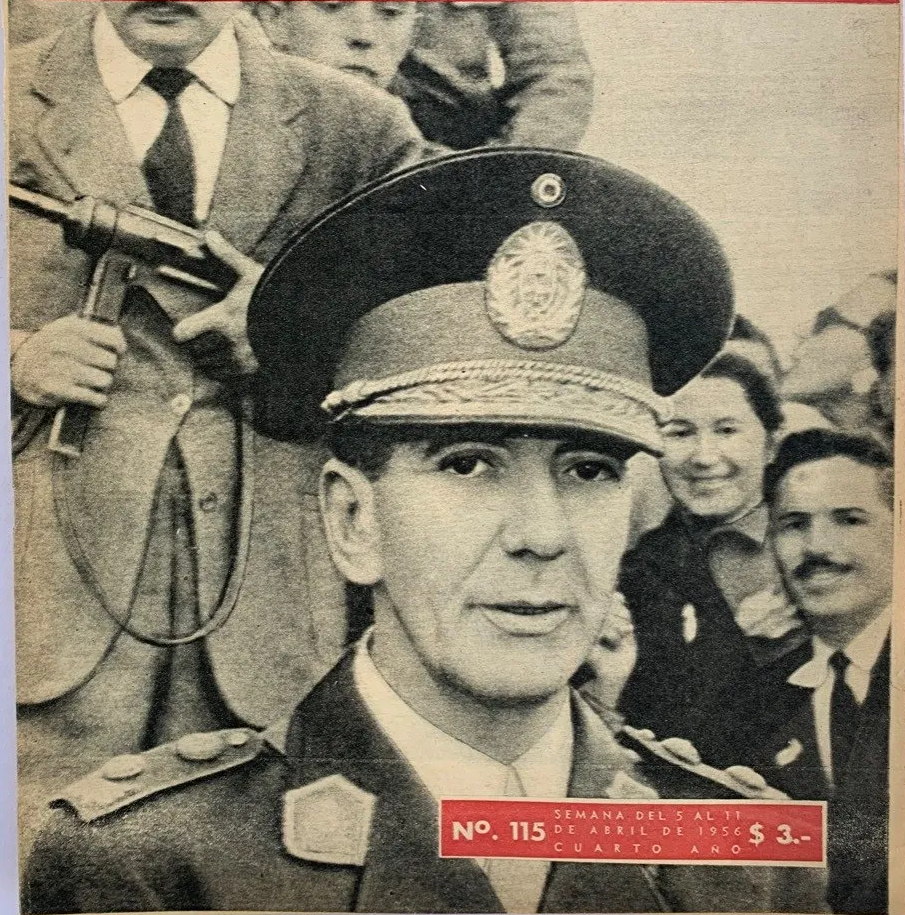
Lonardi en portada de la revista "Esto Es", abril de 1956.

Los interventores, nombrados para reemplazar a los gobernador electos depuestos recibieron una ampliación de facultades que les permitió actuar sin consulta previa en cuestiones vinculadas con los fines revolucionarios, el régimen constitucional, municipal, impositivo y legislativo, y acumulando en sus personas los poderes legislativo, judicial y ejecutivo. Este constructor entre la legalidad avasallada —la Constitución Nacional— y la ilegalidad imperante —la proclama revolucionaria— constituye un rasgo peculiar del gobierno de facto.Durante su gestión los grupos de choque denominados Comandos Civiles habían ocupado por la fuerza una cantidad considerable de locales sindicales. Entre ellos se encontraban los locales de la Asociación Bancaria, la Federación Gráfica, La Confederación de Empleados de Comercio, la Fraternidad, el SUPE, la Unión Ferroviaria, entre otros, provistos con armas de la Marina.

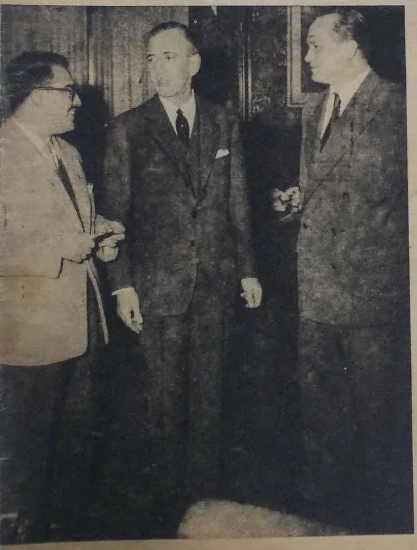
Eduardo Lonardi (en el centro de la imagen), presidente de facto de la Argentina, entrevistado por el periodista Raúl Morales Álvarez para la revista Ahora.

Las posiciones irreductibles dentro del bando «liberal» del Ejército, la Armada y la Fuerza Aérea y los partidos de la oposición aunados en la Junta Consultiva Nacional hicieron insostenible la situación de Lonardi y se produjo la posterior caída de este. La dictadura  de Lonardi duraría solo 51 días tras la cual sería depuesto mediante un golpe palaciego perpetrado por Isaac Rojas y Aramburu.
Durante su breve régimen dictatorial la dirigencia gremial comprometida con el gobierno depuesto fue perseguida, el Congreso Nacional disuelto; las provincias fueron intervenidas, desplazando a los gobernadores electos por interventores adictos; a los miembros de la Corte Suprema de Justicia se los dejó cesantes; se intervinieron las universidades y se desplazaron a decenas de profesores. La política de Lonardi, respaldada por ultracatólicos y algunos sectores nacionalistas, despertó la oposición de quienes reclamaban medidas más duras contra el peronismo. Un golpe interno en las Fuerzas Armadas, determinó el día 13 de noviembre su reemplazo por Pedro Eugenio Aramburu.
Conformó una «Junta Consultiva» con la Unión Cívica Radical y otros partidos de la oposición al peronismo, que tuvo continuidad con Pedro Eugenio Aramburu.

## Gabinete

### Desplazamiento del ministro Bengoa

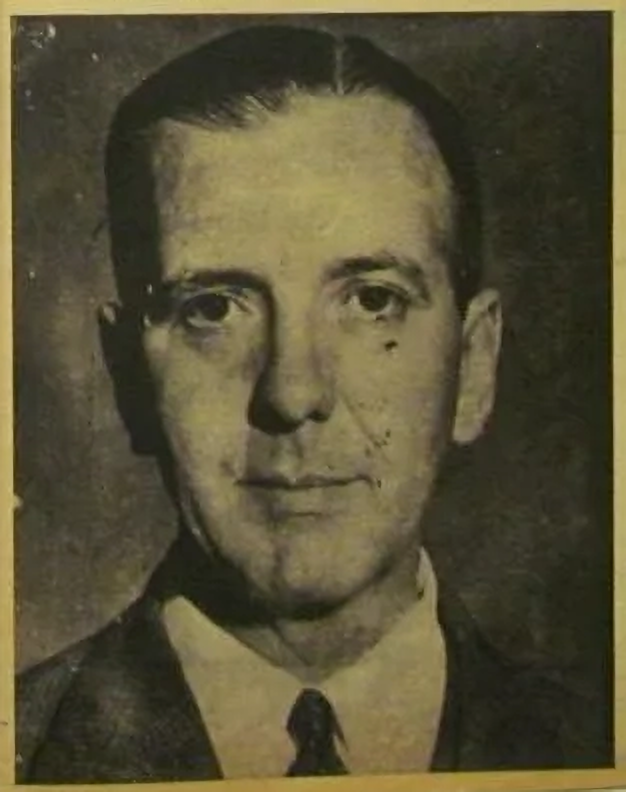
Retrato de Eduardo Lonardi en 1955.

Pasadas las primeras semanas se delinearon en las filas del gobierno dos líneas políticas, una de los autodenominados «demócratas» o liberales, que eran entre moderados y conservadores en sus concepciones socioeconómicas, y tenían al ministro de Interior y Justicia Eduardo Busso como su expresión más fuerte en el gabinete. La otra, católica y nacionalista, era opuesta tanto al liberalismo argentino como a los partidos políticos tradicionales, de la que participaban el ministro de Relaciones Exteriores y Culto Mario Amadeo, el ministro de Trabajo Luis B. Cerruti Costa, Juan Carlos Goyeneche, que ocupaba el cargo que otrora tenía Raúl Apold en la Secretaría de Prensa y Actividades Culturales, el general Justo León Bengoa, ministro de Ejército, el general Juan José Uranga,  ministro de Transporte y, fundamentalmente, Clemente Villada Achával, cuñado de Lonardi al que se le atribuía influencia sobre el mismo desde su cargo de Secretario general de la Presidencia. La Unión Federal Demócrata Cristiana, un partido que había sido creado apresuradamente para reunir a simpatizantes nacionalistas, que respaldaba a Villada Achával. La frágil salud de Lonardi era un factor que tornaba inestable el equilibrio entre las dos tendencias.
El ministro de Ejército Justo León Bengoa era objeto de críticas por parte de los militares simpatizantes del sector liberal, quienes le imputaban lentitud en la depuración que llevaba a cabo en las filas del ejército. Simultáneamente circulaban rumores de que el sector nacionalista tenía planes para imponer un régimen neofascista en el gobierno.
El coronel Bernardino Labayru, un antiguo amigo de Lonardi, quien lo nombró jefe de la Casa Militar, que era otro de los opositores al grupo nacionalista, con apoyo de muchos militares retirados que habían vuelto a la actividad y tenían mando en unidades del Gran Buenos Aires, encabezó contra Bengoa una embestida que tenía el beneplácito de la Marina y logró que el 9 de noviembre el ministro renunciara.
Juan Carlos Goyeneche, era el otro funcionario fuertemente cuestionado. Profesor de Literatura Española, se conocía que había visitado la Alemania de Hitler y expresado simpatías por el régimen franquista. Al ser nombrado para el cargo pidió que se le juzgara por su actos del presente y no por las notaciones de un «archivo arcaico». A poco de asumir como Secretario de Prensa y Actividades Culturales comenzaron las críticas, que incluyeron pegatina de carteles en la ciudad pidiendo su destitución. El sector autodenominado liberal optó por una vía indirecta: consiguió que se aprobara la disolución de la Secretaría de Prensa lo que obligó a Goyeneche a renunciar el 9 de noviembre.

El golpe de Estado de septiembre de 1955 derivó en la persecución contra los hombres homosexuales más violenta en la historia argentina hasta ese momento, con una serie de allanamientos y edictos policiales que llevaron a encarcelar a cientos de reconocidos homosexuales, llevaron a otros al exilio y resultaron en suicidios con el autoproclamado objetivo del "saneamiento moral". Bajo el nuevo régimen surge la persecución a los homosexuales, y una de sus primeras políticas. La Policía Federal comenzaría a arrestar personas acusadas de homosexualidad en bares y calles.
La represión de la homosexualidad se profundizó con el golpe palaciego y la toma del poder por parte de Aramburu.

### Diferendos con Villada Achával y Busso

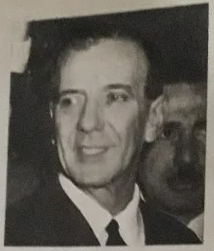
Eduardo Lonardi en foto publicada por la revista Confirmado.

Durante el período peronista el diario Clarín obtuvo un crédito del IAPI y un convenio mediante el cual imprimía el periódico a bajo costo en los talleres del diario Crítica Este último beneficio había sido mantenido por el interventor designado luego de la deposición de Perón que al asumir Busso quedó bajo la autoridad de este. Villada preparó un decreto devolviendo Crítica Busso lo venía demorando. Villada lo atribuía al propósito de beneficiar a Clarín, cuyo director y propietario Roberto Noble era cuñado del ministro.
Durante su gestión dispuso que fueran intervenidos los más importantes periódicos para reorientar su mensaje, colocando en ellos personas favorables al régimen . Carlos Alberto Erro fue el interventor de ALEA y ATLAS y se asignó a José Barreiro, director de El Mundo; Ricardo Mosquera, director de Democracia; Walter Costanza, director de La Época; Ernesto Sabato, director de Mundo Argentino; Vicente Barbieri, director del Hogar y de Crítica. El control de los medios intervenidos y su reparto entre diferentes sectores cercanos a Lonardi llevó a fuertes divergencias entre sectores del régimen.
Los medios de comunicación fueron controlados y se prohibió cualquier tipo de propaganda favorable a Perón o del Peronismo. Bajo penas de clausura del medio
Otro tema de desacuerdo era la resistencia de Villada a que se interviniera la CGT y se disolviera el Partido Peronista, dos medidas reclamadas que Villada consideraba incompatibles con el propósito de recrear una convivencia armónica.
Villada preparó un decreto creando una nueva Secretaría de Asesoramiento, que Lonardi desechó sin embargo, esto originó una ola de rumores conforme los cuales Villada planeaba promoverse a Primer ministro para sustituir al Presidente en caso de ausencia y, en síntesis, asumir facultades para controlar el curso de la revolución. Lo cierto es que tanto Busso como Muñiz tenían relaciones fluidas con los dirigentes de los partidos políticos en tanto Villada se alejaba de ellos desconfiando de la «política tradicional».

### Crisis y golpe interno

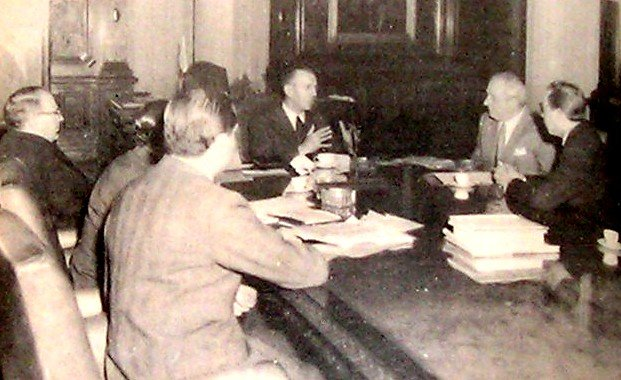
Lonardi reunido con su ministro de Trabajo y Previsión y dirigentes de la CGT.

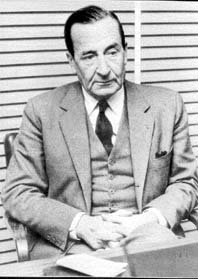
Aramburu en 1963

El 10 de noviembre Lonardi aprobó un decreto preparado por Villada que desdoblaba las carteras de Interior y Justicia, dejando a Busso a cargo de la última y designando en Interior a De Pablo Pardo. Lonardi pensaba que este –un reconocido antiperonista que incluso había participado del complot para derrocar a Perón– era una figura aceptable para la Marina pero cuando le llevaron el decreto a firmar a Teodoro Hartung, el Ministerio de Marina lo hizo a regañadientes y advirtió a Lonardi que se produciría un conflicto. Los antecedentes nacionalistas de De Pablo Pardo así como publicaciones de ideología fascista que había hecho en la década de 1940, lo hacían inaceptable para la Marina y el sector liberal del gobierno. Busso no aceptó la modificación, presentó su renuncia y Lonardi designó a en su lugar a Bernardo Velar de Irigoyen, a quien tomó juramento el 12 de noviembre.
En la noche entre el 12 y el 13 de noviembre hubo sucesivas reuniones de Lonardi en la Residencia presidencial de Olivos de los tres ministros militares y de grupos de oficiales superiores de las tres armas, quienes solicitaron que se disolviera el Partido Justicialista, se interviniera a la CGT, se creara una Junta Militar Revolucionaria que controlara los nombramientos y los pronunciamientos, y se removiera algunos funcionarios, punto este que era, en realidad, secundario. Los jefes militares no deseaban el alejamiento de Lonardi y consideraban posible llegar a un acuerdo con este.A las 10 de la mañana del domingo 13, los ministros militares llegaron a la residencia de Olivos y Osorio Arana, su compañero en la Escuela de Artillería, le exigió su dimisión: "debo manifestarle, en nombre de las Fuerzas Armadas, que ha perdido su confianza y exigen su renuncia. Otorgan solo cinco minutos para presentarla.”
Lonardi solo aceptó el alejamiento de Luis María de Pablo Pardo y de Villada Achaval pero rechazó desprenderse del mayor Juan Guevara, su edecán, otro de los objetados, y tampoco aceptó compartir su poder con una Junta ni tomar las demás medidas solicitadas.La dictadura  de Lonardi duraría solo 51 días tras la cual sería depuesto mediante un golpe palaciego perpetrado por Isaac Rojas y Aramburu.
A pocos días de asumir Clemente Villada Achával su cuñado, ganaba terreno en el gobierno. Su designación como “secretario de asesoramiento” de la Presidencia -con rango de ministro- había indignado a varios jerarcas de la cúpula militar. En medio de enormes presiones internas y divisiones al interior de la cúpula que había tomado el poder, Lonardi el día 10 de noviembre se vio obligado despedir al secretario de Prensa y Propaganda. Juan Carlos Goyenenche, su más cercano colaborador, quien arrastraba desconfianza por su colaboración con los regímenes fascistas y sus simpatías y vínculos con el nazismo.
Desde el golpe de septiembre manifestaron las profundas diferencias entre las dos alas del régimen militar:
- El ala nacionalista católica, representada por Lonardi.[34]

- El ala liberal, liderada por el vicepresidente Isaac Rojas, sostenía un antiperonismo radical, pretendía erradicar totalmente al peronismo de la vida política y sindical argentina, derogar las medidas sociales y laborales establecidas durante el gobierno peronista y establecer una política económica dirigida por los economistas más conservadores.Para fines del mes de octubre, las tensiones al interior de la cúpula militar se acentuaron. El peronismo comenzó a reorganizarse y a recuperar su capacidad de acción, y llegó a realizar una silbatina al "vicepresidente" de facto, Almirante Isaac Rojas, en ocasión de una visita de este al Hipódromo de San Isidro, que se frustró a los pocos minutos cuando aviones de la Marina de Guerra comenzaron a realizar vuelos rasantes sobre las tribunas.

A las 2.35 de la madrugada del 12 de noviembre, la casi totalidad de los miembros de la Junta Consultiva presentó su renuncia ante Rojas. Permanecieron en sus puestos los «lonardistas» Ariotti y Storni. El hijo de Lonardi, Luis Eduardo, 
En el Ministerio del Interior fue designado, Sebastián Soler, cómo procurador general de la Nación. En el Ministerio de Marina estuvo Américo Ghioldi. En su gabinete sumó además sectores nacionalcatolicos, junto a un nazi declarado y confeso como Goyeneche, quien fue un colaborador cercano del Ausland-Sicherheitsdienst, el servicio de inteligencia de ultramar de la Alemania nazi, y simpatizantes fascistas como Bengoa, Uranga y Villada Achával.Al día siguiente del desplazamiento de Lonardi, Aramburu hizo públicos, a través de tres comunicados, sus motivos. El primero se limitó a informar del cese de Lonardi; el segundo sostiene que Lonardi había sido depuesto debido a la “presencia de grupos que orientaron su política hacia un extremismo totalitario.
Reemplazo y fallecimiento

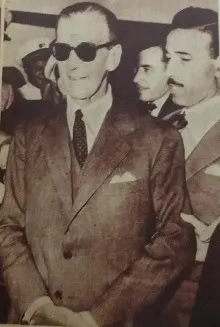
Lonardi a principios de marzo de 1956, de regreso en la Argentina, luego de un viaje para tratar su enfermedad en Estados Unidos.

Apenas amaneció el 13 de noviembre, se presentaron en la residencia oficial los tres ministros militares: de Guerra, Arturo Ossorio Arana, de Marina, Hartung, y de Aeronáutica, Ramón Abrahín, quienes le manifestaron que había perdido la confianza de las Fuerzas Armadas por lo que le requerían su renuncia. Luego de algunas consultas, Lonardi anunció que no presentaría su renuncia por escrito porque consideraba que lo estaban echando. No obstante ello aceptó finalmente no hacer declaraciones públicas sobre su alejamiento, que en la prensa fue explicado como consecuencia de sus problemas de salud. El 13 de noviembre asumió Pedro Eugenio Aramburu, quién designó a Busso en el ministerio del interior.
En 1956, Lonardi viaja a los EEUU para tratarse el cáncer que lo aquejaba. principios de marzo de ese mismo año, retorna a su casa en Argentina, y trasladó a su estancia en la provincia de Córdoba, queriendo disfrutar de la vida en el campo.
Falleció poco después en ese mismo mes de marzo, el día 22, a sus 59 años. Sus restos descansan en el Cementerio de La Recoleta.

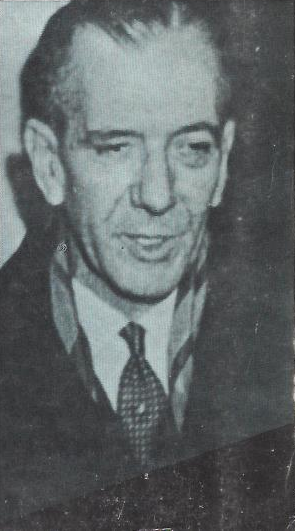
Lonardi en 1956.

Calles en distintas localidades de la Argentina, como  San Isidro (Buenos Aires), Florencio Varela llevan al año 2022 el nombre de «Teniente General Eduardo Lonardi».